# Lentate sul Seveso
Lentate sul Seveso ist eine Gemeinde mit 15.823 Einwohnern (Stand 31. Dezember 2023) in der Provinz Monza und Brianza, Region Lombardei. 
Die Nachbarorte von Lentate sul Seveso sind Mariano Comense (CO), Carimate (CO), Cermenate (CO), Novedrate (CO), Cabiate (CO), Meda, Lazzate, Misinto, Barlassina und Cogliate.

## Demografie
Lentate sul Seveso zählt 5.670 Privathaushalte. Zwischen 1991 und 2001 stieg die Einwohnerzahl von 14.257 auf 14.366. Dies entspricht einem prozentualen Zuwachs von 0,8 %.

## Söhne und Töchter der Stadt
- Ottavio Bugatti (1928–2016), Fußballspieler
- Sergio Ottolina (1942–2023), Sprinter

## Sehenswürdigkeiten
- Oratorium Santo Stefano (Lentate sul Seveso)
- Oratorium San Francesco Saverio (Lentate sul Seveso)
- Oratorium im Ortsteil Mocchirolo